# 银砾滩
银砾滩位于南中国海西沙群岛宣德群岛中，永兴岛西南7海里，为一珊瑚礁砾石暗滩。处于海面以下约10米。1935年公布名称为“伊尔迪斯滩”（英語：Iltis Bank），1947年和1983年公布名称为“银砾滩”。
银砾滩现有中华人民共和国政府实际控制，行政上划归海南省三沙市管辖。越南政府亦声称拥有其主权。